# Zhang Xiuyun (Ruderin)
Zhang Xiuyun (chinesisch 张秀云; * 25. Februar 1976 in Wuhai) ist eine ehemalige chinesische Ruderin.

## Sportliche Karriere
Zhang Xiuyun gewann bereits im Alter von 17 Jahren einen Weltmeistertitel im Erwachsenenbereich, als sie 1993 bei den Weltmeisterschaften in Račice u Štětí zusammen mit Cao Mianying, Gu Xiaoli und Liu Xirong im Doppelvierer vor den Booten aus Deutschland und den Vereinigten Staaten siegte. 1994 in Indianapolis gewann der deutsche Doppelvierer vor Cao Mianying, Liu Xirong, Zhang Xiuyun und Zhao Guifeng. Im Jahr darauf belegte Zhang bei den Weltmeisterschaften in Tampere den fünften Platz im Doppelzweier und den siebten Platz im Doppelvierer. Auch bei den Olympischen Spielen 1996 in Atlanta trat Zhang Xiuyun in beiden Bootsklassen an. Im Doppelzweier gewannen Cao Mianying und Zhang Xiuyun Silber hinter den Kanadierinnen Kathleen Heddle und Marnie McBean. Im Doppelvierer belegten einen Tag später Cao Mianying, Zhang Xiuyun, Liu Xirong und Gu Xiaoli den fünften Platz mit weniger als einer Sekunde Rückstand auf die zweitplatzierten Ukrainerinnen.
Nach einem Jahr Pause belegte Zhang Xiuyun bei den Weltmeisterschaften 1998 in Köln den sechsten Platz im Doppelzweier und den vierten Platz im Doppelvierer. Ende 1998 siegte sie bei den Asienspielen im Einer. Bei den Weltmeisterschaften 1999 in St. Catharines belegte sie mit dem Doppelvierer den fünften Platz, der chinesische Doppelzweier mit Liu Lin und Zhang Xiuyun gewann Silber hinter den Deutschen Kathrin Boron und Jana Thieme. Im Jahr 2000 startete Zhang Xiuyun bei den ersten beiden Weltcup-Regatten, aber nicht bei den Olympischen Spielen. Erst 2002 war sie wieder im Weltcup aktiv. Bei den Weltmeisterschaften 2002 belegte sie den vierten Platz im Einer. Bei den Asienspielen 2002 siegte sie im Einer und zusammen mit Yang Cuiping im Zweier ohne Steuerfrau. 2003 erreichte sie wie im Vorjahr das Einer-Finale bei den Weltmeisterschaften und belegte den fünften Platz. 2004 trat sie im Weltcup an, aber wie 2000 nicht bei den Olympischen Spielen.
Nach einem Weltcup-Start 2006 bestritt Zhang Xiuyun 2007 wieder eine komplette Weltcup-Saison und belegte danach den fünften Platz im Einer bei den Weltmeisterschaften. Bei den Olympischen Spielen 2008 in Peking trat Zhang Xiuyun zwölf Jahre nach ihrer Silbermedaille von Atlanta im Einer an und belegte den vierten Platz. Nach dem fünften Platz im Einer bei den Weltmeisterschaften 2009 und dem vierten Platz 2011 nahm sie 2012 in London zum dritten Mal an Olympischen Spielen teil und belegte den sechsten Platz im Einer. 2013 endete die internationale Karriere von Zhang Xiuyun.